# Premnitz
Premnitz est une ville située dans l'arrondissement du Pays de la Havel et la région de Brandebourg.

## Géographie
Premnitz se situe à 65 km à l'ouest de Berlin, dans le parc naturel Naturpark Westhavelland.

## Histoire
Premnitz a été mentionnée pour la première fois en 1375 sous le nom de Prebenitz.

## Jumelages
- Le Petit-Quevilly (France)
- Niederkassel (Allemagne) depuis 1990

## Démographie
- Développement de la population dans les limites actuelles. -- Ligne bleue: Population; Ligne pointillé: Comparaison avec le développement de Brandebourg -- Fond gris: Période du régime nazie; Fond rouge: Période du régime communiste
- Évolution recente (ligne bleue) et prévisions sur l'effectif de résidents.

| Année | Population |
| ----- | ---------- |
| 1875  | 1 353      |
| 1890  | 1 651      |
| 1910  | 1 700      |
| 1925  | 3 520      |
| 1933  | 3 861      |
| 1939  | 5 923      |
| 1946  | 8 575      |
| 1950  | 8 387      |
| 1964  | 12 126     |
| 1971  | 13 724     |

| Année | Population |
| ----- | ---------- |
| 1981  | 13 447     |
| 1985  | 13 358     |
| 1989  | 13 112     |
| 1990  | 12 832     |
| 1991  | 12 347     |
| 1992  | 12 272     |
| 1993  | 12 095     |
| 1994  | 12 020     |
| 1995  | 11 945     |
| 1996  | 11 698     |

| Année | Population |
| ----- | ---------- |
| 1997  | 11 464     |
| 1998  | 11 376     |
| 1999  | 11 244     |
| 2000  | 11 018     |
| 2001  | 10 828     |
| 2002  | 10 486     |
| 2003  | 10 295     |
| 2004  | 10 078     |
| 2005  | 9 850      |
| 2006  | 9 655      |

| Année | Population |
| ----- | ---------- |
| 2007  | 9 490      |
| 2008  | 9 249      |
| 2009  | 9 095      |
| 2010  | 8 893      |
| 2011  | 8 552      |
| 2012  | 8 474      |
| 2013  | 8 414      |
| 2014  | 8 430      |
| 2015  | 8 422      |
| 2016  | 8 423      |

| Année | Population |
| ----- | ---------- |
| 2017  | 8 375      |
| 2018  | 8 453      |
| 2019  | 8 405      |
| 2020  | 8 368      |